# 東京バス協会
一般社団法人 東京バス協会（いっぱんしゃだんほうじん とうきょうバスきょうかい、英文団体名：Tokyo Bus Association）は、公益社団法人日本バス協会の傘下にある東京都のバス事業者の業界団体。東京都内の乗合バス・貸切バス事業者が加盟する。

## 概要
東京都内のバス事業の適正な運営及び健全な発展の促進に努め、公共の福祉の増進に資することを目的として設立された一般社団法人である。本部を東京都渋谷区初台1丁目34番14号 初台TNビル1階に置く。バス事業に関する調査や統計資料の作成、バス施設の整備に対する助成など運輸事業振興助成交付金の対象となる事業、バス利用者の利便性を図るため「東京バス案内センター」の運営などを行う。
東京都福祉保健局が発行する東京都シルバーパスに関する業務も担当している。また一般財団法人関東貸切バス適正化センターから委託を受け、貸切バス事業の適正化に関する事業も行っている。
なお、東京都内でバス事業を営むにあたり当協会への加入は必須ではなく、中小零細事業者を中心に未加入のバス事業者も多数存在する。乗合バスを運行する事業者の中にも、銀河鉄道（東村山市）のように会員となっていない事業者もある。

## 系統番号
東京バス協会では系統番号の標準付番方式を定めている。

## 沿革
- 1948年（昭和23年）1月 - 社団法人 東京バス協会 設立[3]
- 1964年（昭和39年）- 公共料金1年間値上げストップの閣議決定に対して行政訴訟を起こす[4]。国側が敗訴[5]。
- 1965年（昭和40年）3月2日 - 公益法人となる[6]。
- 2011年（平成23年）4月1日 - 公益法人制度改革に伴い、一般社団法人東京バス協会となる[7]。

1966年時点では東京都千代田区丸の内2-2丸ビルにあり会員数は56、1970年時点では東京都渋谷区代々木2-2-7池田ビル7階にあり会員数は53。

## 会員事業者
括弧内は本社または登録営業所所在地。住所の「東京都」と会社形態の「株式会社」・「有限会社」は省略。

### 乗合バス事業者
出典：公式サイト「会員バス事業者一覧 乗合バス」。掲載順は同サイトに準拠。
- 東京都交通局（新宿区）
- 東急バス（目黒区）
- 京王電鉄バス（府中市）
- 関東バス（中野区）
- 西武バス（埼玉県所沢市）
- 国際興業バス（中央区）
- 小田急バス（調布市）
- 京浜急行バス（神奈川県横浜市西区)
- 京成バス（千葉県市川市）
- 東武バスセントラル（足立区）
- 立川バス（立川市）
- 西東京バス（八王子市）
- 神奈川中央交通（神奈川県平塚市）
- 八丈町（八丈島八丈町）
- 大島旅客自動車（大島町）
- 三宅村（三宅島三宅村）
- はとバス（大田区）
- フジエクスプレス（港区）
- 日の丸自動車興業（文京区）
- 東京空港交通（中央区）
- 東北急行バス（江東区）
- 日本中央バス（群馬県前橋市）
- 小田急ハイウェイバス（世田谷区）[注釈 1]
- ジェイアールバス関東（渋谷区）
- 京王バス（府中市）[注釈 2]
- 東急トランセ（目黒区）
- 京成タウンバス（葛飾区）
- 日立自動車交通（足立区）
- 新日本観光自動車（足立区）
- 朝日自動車（墨田区）
- ジェイアールバステック（千代田区）
- kmモビリティサービス（大田区）
- 東京バス（北区）
- 桜交通 東京営業所（足立区）
- WILLER EXPRESS（江東区）
- アルピコ交通東京（板橋区）

### 貸切バス事業者
出典：東京バス協会公式サイト「東京バス協会 東京のバス」。掲載順は同サイトに準拠（50音順）。
- アイビーエス（港区東新橋1丁目10-1-2401）
- あかばしゃ（世田谷区北烏山6丁目26-24）
- 亜希プロ（足立区東保木間2丁目30-7）
- アルピコ交通（板橋区東坂下2丁目17-7）
- 伊豆箱根バス（町田市南つくし野3丁目1-3CK すずかけ台434）
- WILLER EXPRESS
- HMC東京
- 大島旅客自動車
- 小田急ハイウェイバス（世田谷区）[注釈 3]
- 小田急バス
- 小田通商（江戸川区南小岩4丁目2-7）
- 神奈川中央交通
- 神奈中観光
- 関東バス
- 共同観光バス（西東京市泉町3丁目2-2）
- 日下部観光バス 東京営業所（八王子市梅坪町140-1）
- 群馬バス東京営業所（八王子市鑓水2-173）
- kmモビリティサービス
- 京王自動車バスサービス（八王子市南大沢5丁目26-2）
- 京王電鉄バス
- 京王バス（府中市）[注釈 4]
- 京成バス江戸川営業所
- 京浜急行バス
- 国際興業
- 彩京リムジン（埼玉県さいたま市緑区三室2375-2）
- さがみエンヂニアリング（杉並区上井草4丁目2-3）
- 新日本観光自動車
- ジェイアールバス関東
- ジャパン・グリーン（江東区東雲2丁目3-17）
- 城北交通（江戸川区上篠崎3丁目14-3）
- 西武観光バス（埼玉県所沢市）
- 西武バス
- 青和観光（東京都足立区入谷7丁目5-9）
- 総合観光バス（西多摩郡瑞穂町南平1丁目7-16）
- 立川バス
- 丹沢交通（町田市南町田4丁目25-27）
- 大新東
- 中日臨海バス 品川シーサイド営業所（品川区東大井1丁目13-5）
- TCB観光（江東区辰巳3丁目17-3）
- 帝産観光バス
- 東栄観光バス（東栄運輸、板橋区小豆沢2丁目3-11）
- 東急トランセ
- 東急バス
- 東京空港交通
- 東京交通（東村山市久米川町5丁目28-12）
- 東京滋賀交通（江戸川区松江2-10-5）
- 東京シティ観光（大田区平和島5丁目8-12）
- 東京都交通局
- 東京バス
- 東京パッセンジャー（足立区保木間1丁目8-17）
- 東京福祉バス（足立区入谷8丁目14-23）
- 東京ヤサカ観光バス（ヤサカグループ、北区豊島4丁目1-1）
- 東京遊覧観光バス（江戸川区本一色2丁目13-16）
- 東京ワーナー観光（足立区平野1丁目6-14）
- 東交観光バス（杉並区高円寺南3丁目4-2）
- 東都観光バス（東都自動車グループ、豊島区西池袋5丁目13-13）
- 東武バスセントラル
- 東礼自動車（新宿区三栄町29）
- 所沢観光バス（埼玉県所沢市南永井936-21）
- 南街観光バス（東大和市奈良橋4-587-13）
- 西郡観光バス（昭島市中神町3丁目7-21）
- 西東京バス
- ニッコー観光バス（品川区八潮3丁目2-32）
- 日本中央バス（板橋区舟渡3丁目21-2）
- ニューつくば観光（小金井市前原町4-13-5）[注釈 5]
- ニュープリンス観光バス株（東京都八王子市丹木町2-207-1）
- 八丈町
- はとバス
- バスウェイ
- 磐梯東都バス（豊島区西池袋5丁目13-13）
- 日立自動車交通
- 日の丸自動車興業
- フジエクスプレス
- 富士急バス 八王子営業所（東京都八王子市兵衛2丁目32-1）
- 冨士自動車（足立区千住曙町35-3）
- ふじばす（神奈川県横浜市港南区最戸1丁目3-6）
- 武州交通興業
- プリンシプル自動車（町田市忠生1丁目29-17）
- 平成エンタープライズ（埼玉県富士見市）
- 丸大観光（埼玉県入間市扇町屋4丁目1-35）
- 丸屋商事（江戸川区船堀6丁目4-11）
- 瑞穂（さいたま市中央区八王子5丁目14-19）
- 南多摩運送（八王子市大和田町2丁目21-4）
- 三宅村
- 宮園自動車（中野区中央3丁目13-1）
- 宮園自動車（中野区中央3丁目13-11）
- 豊自動車交通（江戸川区鹿骨2丁目28-7）
- 和光観光バス（和光輪送、板橋区三園1丁目21-9-105）
- ワールド自興（足立区皿沼1丁目13-3）